# Euskadi Irratia
Euskadi Irratia est une station de radio publique espagnole appartenant au groupe EiTB, entreprise de radio-télévision dépendant du gouvernement autonome du Pays basque espagnol (Euskadi). Lancée en 1982, elle est le fruit du statut d'autonomie du Pays basque, dit « Statut de Guernica ». Au contraire de Radio Euskadi, autre station de radio du groupe EiTB, Euskadi Irratia diffuse uniquement en basque. Station de type « généraliste », sa grille des programmes est constituée de bulletins d'information, de rubriques pratiques, de débats, de programmes culturels, de sport et de musique.
Euskadi Irratia dispose d'un réseau d'émetteur en modulation de fréquence (FM) et en modulation d'amplitude (AM) qui lui permettent de couvrir la totalité du Pays basque, mais aussi une partie du Nord de l'Espagne et du Sud-Ouest de la France. Elle est également reprise par la TDT (télévision numérique terrestre espagnole), par satellite en Europe (Astra 19,2° Est) et peut être écoutée dans le reste du monde par internet. Les studios d'Euskadi Irratia sont implantés à Saint-Sébastien, en Guipuscoa.

## Histoire

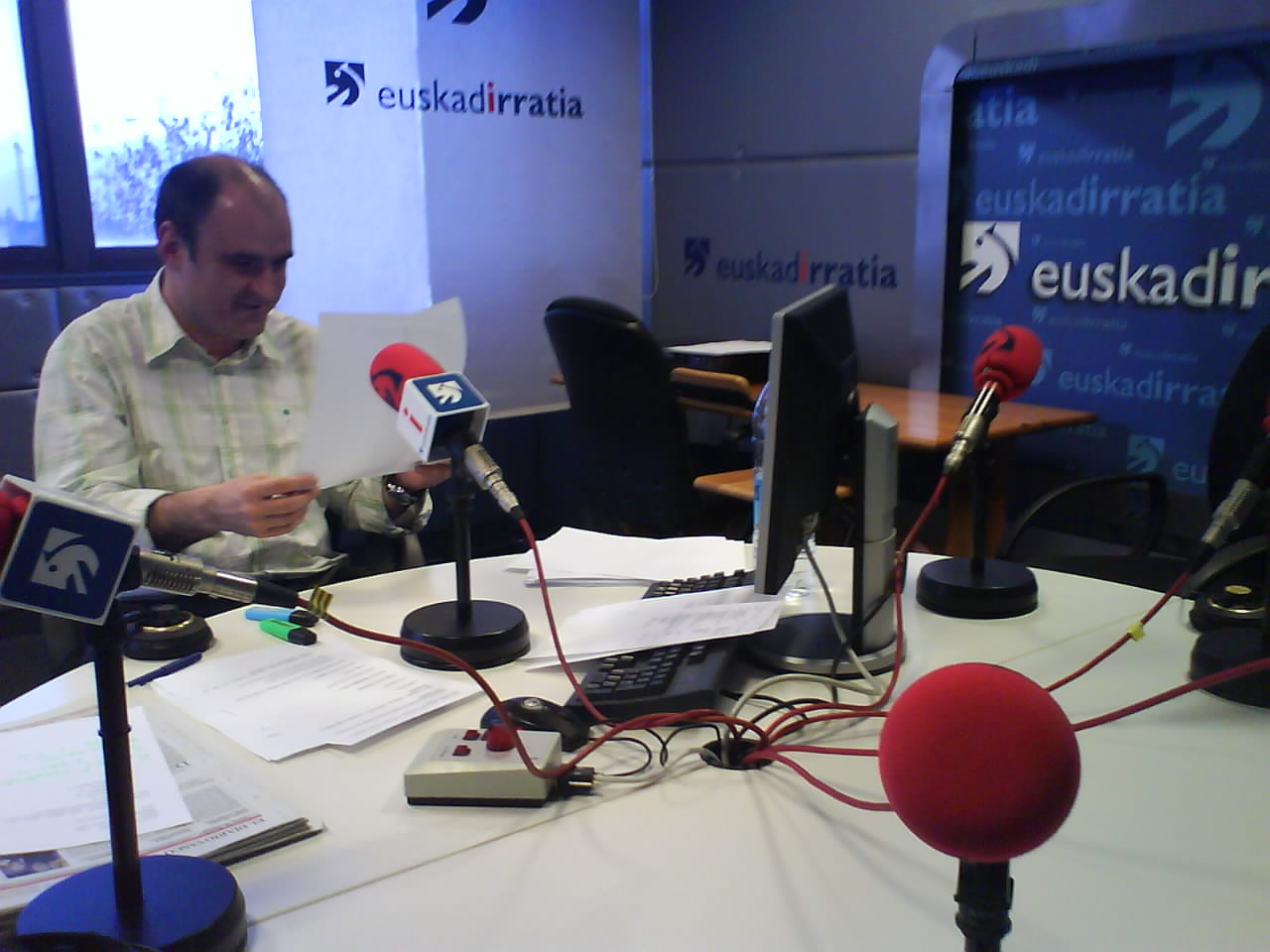
Manu Etxezortu, présentateur du magazine Faktoria

L'histoire de Euskadi Irratia se confond avec celle de Radio Euskadi, son homologue en langue espagnole. Le 21 décembre 1946 naît Radio Euzkadi, La voix de la résistance basque, émanation du Gouvernement basque en exil. Diffusée en ondes courtes depuis Mouguerre, en France, elle dispose d'un petit studio à Saint-Jean-de-Luz. Radio Euzkadi est, à cette époque, une radio fortement engagée contre la dictature du Général Franco. Ses programmes sont consacrés à l'information, à la lutte contre la propagande franquiste, et à la promotion de la culture basque. Du fait des pressions exercées par le gouvernement espagnol sur le gouvernement français, les installations de Radio Euzkadi sont démantelées au mois d'août 1954.
Une nouvelle tentative est faite un peu plus de dix ans plus tard. Le 10 juillet 1965, la station est refondée au Venezuela. Des studios sont aménagés à Caracas, tandis qu'un émetteur clandestin est monté en pleine forêt. En 1971, il est découvert par des membres de ETA, et l'organisation tente de l'utiliser pour diffuser sa propagande. Lorsque Franco meurt en 1975 et que l'Espagne s'engage dans une transition démocratique, la station devient inutile et est fermée en 1977.
EiTB, entreprise publique de radio et de télévision du Pays basque, naît le 20 mai 1982, trois ans après la promulgation du statut d'autonomie dit « de Guernica » (1979). Euskadi Irratia (Radio Euskadi ou Radio Pays basque, en français) commence à émettre le 23 novembre 1982. Cette station en langue basque est suivie peu après par Radio Euskadi, station publique en langue espagnole.

## Fréquences
- Tolosa : 87.9
- Herrera : 87.9
- Ganeta : 88.9
- Bermeo : 90.1
- Ioar : 90.1
- Igueldo : 90.7

### Sources
- (es) Cet article est partiellement ou en totalité issu de l’article de Wikipédia en espagnol intitulé « Euskadi Irratia » (voir la liste des auteurs).